# كلخ مرمري
الكلخ المرمري (باللاتينية: Ferula marmarica) نوع نباتي يتبع جنس الكلخ من الفصيلة الخيمية.

## الموئل والانتشار
النبات واطن في مصر والمغرب العربي.